# 川浦正大
川浦 正大（かわうら まさひろ、1984年12月16日 - ）は、日本の歌手、ソングライター、編曲家、俳優。ケイ・エス・ピー所属。

## 略歴
- 1984年、千葉県に生まれ[2]、高校時代に作詞・作曲を始める[2]。
- 2006年、東京でシンガーソングライターとしての活動を開始[2]。
- 2011年、作詞家、作曲家としての活動を開始[2]。

## 作品

### シングル
- レストランとギターマン（2008年07月18日、MLSP-1001）
- ドミソでいいじゃん（2008年11月26日、MLSP-1002）
- 虹色ドロップス（2009年03月18日、MLSP-1004）

### 提供作品
AKB48グループ
- AKB48
  - 「上からマリコ」（作曲）
  - 「未来が目にしみる」（作曲）
  - 「ロンリネスクラブ」（作曲）
  - 「ギブアップはしない」（作曲）
  - 「久しぶりのリップグロス」（作曲）
  - 「知ったかぶりのその下に」（作曲、Toshikazu.Kと共作）
- SKE48
  - 「いきなりパンチライン」（作曲）
  - 「Cherry17」（作曲、角野寿和と共作）
  - 「Karma」（作曲）
- NMB48
  - 「青春のラップタイム」（作曲）
  - 「嘘の天秤」（作曲）
  - 「空腹で恋愛をするな」（作曲）
  - 「12月31日」（作曲・編曲）
  - 「なめくじハート」（作曲）
  - 「ドガとバレリーナ」（作曲）
  - 「めっちゃラブユー」（作曲・編曲、Toshikazu.Kと共作）
  - 「あの船長を選んだのは俺たちじゃない」（作曲、Toshikazu.Kと共作）
- HKT48
  - 「夢見るチームKIV」（作曲）
  - 「いじわるチュー」（作曲）
  - 「僕だけの白日夢」（作曲・編曲）
  - 「君とどこかへ行きたい」（作曲）
  - 「君はもっとできる」（作曲、Toshikazu.Kと共作）
- STU48
  - 「原点」（作曲・編曲）
  - 「青空を語り合おう」（作曲・編曲）
- SDN48
  - 「上からナツコ」（作曲）
  - 「終わらないアンコール」（作曲）
- DiVA
  - 「Cry」（作曲）
- NO NAME
  - 「希望について」（作曲）
- Not yet
  - 「海鳴りよ」（作曲）
- フレンチ・キス
  - 「君なら大丈夫」（作曲）
  - 「火山灰」（作曲）
- 松村香織
  - 「マツムラブ!」（作曲）
- 渡辺麻友
  - 「恋は心配性」（作曲）

飯田里穂
- 「あなたがいたから」（作詞・作曲・編曲）

城南海
- 「小夜啼鳥」（さよなきどり）（作曲）
- 「彼岸花」（作詞・作曲）

警視庁 ナシゴレン課
- 「ナシゴレン道玄坂」（作曲） - テレビ朝日『警視庁 ナシゴレン課』劇中歌。

坂道シリーズ
- 乃木坂46
  - 「何度目の青空か?」（作曲）
  - 「チートデイ」（作曲）
  - 「Same numbers」（作曲）
- 欅坂46
  - 「夜明けの孤独」（作曲・編曲）
- 日向坂46
  - 「ひらがなけやき」（作曲）

ザ・コインロッカーズ
- 「歌いたくて歌いたくて」（作曲）

SHOW-WA & MATSURI
- 「汚れちまった涙」（作曲）

青春高校3年C組
- 「自分のうた」（作曲）
- 「俺のベビースターラーメン」（作曲・編曲）

天童よしみ
- 「生きてゆこう」（作詞・作曲）

Hey! Say! JUMP
- 「愛すればもっとハッピーライフ」（作詞・作曲）

僕が見たかった青空
- 「卒業まで」（作曲）

愛乙女★DOLL
- 「キセキ」（作詞・作曲）

La carafa
- 「Home〜思い出の風景〜」（作曲）

LUHICA
- 「手鎖の月」（作曲）

宗政ノブヒロ
- 「愛の強さ」（作曲・作詞・編曲）

TVアニメ『スタミュ』
- 「スター・オブ・スター!」（作曲）

BOYS AND MEN研究生
- 「ハジマリのMessage」（作曲）

## 出演

### テレビドラマ
- 炎神戦隊ゴーオンジャー 第28話（2008年8月31日、テレビ朝日）[3]

### 舞台
- ミュージカル「獅子王伝説」[3]